# Distretto di Vilca
Il distretto di Vilca è uno dei diciannove distretti della provincia di Huancavelica, in Perù. Si trova nella regione di Huancavelica e si estende su una superficie di 317.76 chilometri quadrati.